# サンジャイ・ガーンディー
サンジャイ・ガーンディー（英語：Sanjay Gandhi、ヒンディー語：संजय गांधी　1946年12月14日 - 1980年6月23日）は、インドの政治家で、インディラー・ガーンディー元首相、政治家フィローズ・ガーンディーの次男。ネルー・ガーンディー・ファミリーの一員であった。政治家メーナカー・ガーンディーの夫であり、政治家ヴァルン・ガーンディーの父でもある。

## 経歴

### 学生時代
サンジャイは、兄ラージーヴ・ガンディーと共に、インドにあるウェルハム・ボーイズ学校で1学年から6学年まで、7学年から12学年までをインド・デヘラードゥーン のドゥーン学校で過ごした。8学年から11学年まではインド・デリーにある聖コルンバ学校に通った。サンジャイは大学には行かなかったが、英国クルーのロールス・ロイスで働いた。また、サンジャイはパイロットの免許を取得した。

### 国民車構想
1971年、インディラー・ガーンディー内閣は「国民車」の生産の計画を打ち出した。中産階級の市民が安く手に入れられる国民車である。サンジャイは独占的生産免許を与えられ、批判もあったが、1971年の第三次印パ戦争の勝利によって批判はかき消されていった。インド最大手のマルチ・ウドヨグ（現：マルチ・スズキ）はサンジャイ・ガーンディーによって設立された。

### 非常事態宣言
1974年、野党の主導による抗議活動によって、国全体に混乱が拡大した。1975年6月26日、インディラー・ガーンディー首相により非常事態宣言が出された。選挙の延期、報道の検閲、反対者の逮捕などがなされた。そんな中、サンジャイはインディラーのアドバイザーとしての地位を高めた。サンジャイは大臣や議員といった地位にはなかったが、彼はインディラーとその政府への影響力を強めていった。多くの大臣が抗議のために辞職した一方、サンジャイが後任者を任命したと報じられている。

### 人口抑制計画
サンジャイは人口抑制のために家族計画を主導し、実行した。それは精管の強制切除であった、また、女性の避妊手術も含まれる。正式には2人以上の子供がいる男性は精管切除をしなければならなかった。しかし、インドの家族観や文化、伝統により、この計画は激しい批判にさらされ、打ち切りとなった。

### インディラーの退陣と復帰
インディラー・ガーンディー首相は非常事態宣言を終了し、1977年総選挙を行った。インディラー率いるインド国民会議派は敗北し、ジャナター党が勝利を収めた。ジャナター党政府は非常事態時の調査を開始し、虐待、拷問、収賄の容疑でインディラーとサンジャイを逮捕したが、証拠不十分ですぐに釈放された。ジャナター党は自ら崩壊し始め、新しく総選挙が実施された。1980年、インド国民会議派が勝利し、インディラーは首相に復帰した。サンジャイもウッタル・プラデーシュ州アメーティー選挙区で立候補し、国会議員として当選した。

### 最期
1980年6月23日、自ら操縦する航空機の事故により、ニューデリーで死亡した。